# Synchroonzwemmen op de Gemenebestspelen 2006
Synchroonzwemmen was een van de disciplines van de Olympische sport Zwemmen die werd beoefend tijdens de Gemenebestspelen 2006. De wedstrijden werden gehouden in het Melbourne Sports and Aquatic Centre (MSAC). Er waren alleen twee onderdelen voor vrouwen.

## Resultaten

### Solo
| rang   | naam                       | land | punten |
| ------ | -------------------------- | ---- | ------ |
| Goud   | Marie Pier Boudreau Gagnon | CAN  | 93.833 |
| Zilver | Jenna Randall              | ENG  | 85.334 |
| Brons  | Irena Olevsky              | AUS  | 83.833 |
| 4      | Lisa Daniels               | NZL  | 81.500 |
| 5      | Shareen Png                | MAS  | 79.000 |
| 6      | Shannon Crowder            | RSA  | 76.333 |
| 7      | Avani Kardam Dave          | IND  | 48.334 |

### Duet
| rang   | naam                                         | land | punten |
| ------ | -------------------------------------------- | ---- | ------ |
| Goud   | Marie Pier Boudreau Gagnon Isabelle Rampling | CAN  | 92.500 |
| Zilver | Dannielle Liesch Irena Olevsky               | AUS  | 84.000 |
| Brons  | Lisa Daniels Nina Daniels                    | NZL  | 83.667 |
| 4      | Olivia Allison Jenna Randall                 | ENG  | 82.167 |
| 5      | Zyanne Lee Shareen Png                       | MAS  | 78.334 |
| 6      | Derryn Semple Kendra Semple                  | RSA  | 73.833 |

## Medaillespiegel
| rang | land          | goud | zilver | brons | totaal |
| ---- | ------------- | ---- | ------ | ----- | ------ |
| 1    | Canada        | 2    | 0      | 0     | 2      |
| 2    | Australië     | 0    | 1      | 1     | 2      |
| 3    | Engeland      | 0    | 1      | 0     | 1      |
| 4    | Nieuw-Zeeland | 0    | 0      | 1     | 1      |

Atletiek · Badminton · Basketbal · Boksen · Bowls · Gewichtheffen · Hockey · Mountainbike · Netball · Ritmische gymnastiek · Rugby Sevens · Schietsport · Schoonspringen · Squash · Synchroonzwemmen · Tafeltennis · Triatlon · Turnen · Wielersport (baan · weg) · Zwemmen